# Michael Blaudzun
Michael Blaudzun, né le 30 avril 1973 à Herning, est un coureur cycliste danois. Professionnel de 1995 à 2008, il a été trois fois champion du Danemark du contre-la-montre (en 2001, 2003 et 2005) et champion du Danemark de la course en ligne en 1994 et 2004. Il a participé à trois Tours de France avec l'équipe CSC et à huit championnats du monde sur route avec l'équipe nationale du Danemark. Il est actuellement directeur sportif de l'équipe Riwal Readynez.

## Biographie
Michael Blaudzun est le fils de Verner Blaudzun, médaillé de bronze de cyclisme sur route aux Jeux olympiques de 1972. Spécialisé dans le contre-la-montre individuel, il a remporté le titre national danois en 2001, 2003 et 2005.
Après avoir remporté le championnat du Danemark sur route en 1994 alors qu'il courait pour l'équipe amateur Herning CK, il signa pour le reste de la saison 1994 en tant que stagiaire pour l'équipe professionnelle Word Perfect. Pour la saison 1995, l'équipe Word Perfect changea de sponsors pour devenir l'équipe Novell pour laquelle Michael Blaudzun courra en tant que professionnel jusqu'en 1997 au cours de laquelle l'équipe Novell deviendra l'équipe Rabobank. Il remporta quelques victoires avec la Rabobank mais, quand il signa avec l'équipe allemande Telekom en 1998, il se contenta de nombreuses places d'honneur.
Pour la saison 1999, il signa chez l'équipe danoise Team home - Jack & Jones (qui deviendra l'équipe CSC) construite à partir de l'ancienne équipe de Blaudzun, Herning CK. Il participa au premier Tour de France de l'histoire de l'équipe CSC en 2000 mais il quitta la course après la 12e étape. Il participera à deux autres Tour de France en 2001 et 2003.

## Palmarès
- 1991
  - 2e du championnat du Danemark de cyclo-cross juniors
  - 3e du championnat du Danemark du contre-la-montre juniors
- 1993
  -  Champion du Danemark du contre-la-montre par équipes
- 1994
  -  Champion du Danemark sur route amateurs
  - 3e du championnat du Danemark du contre-la-montre par équipes
- 1996
  - Classement général du Tour de Suède
  - 5eb étape du Tour de Rhénanie-Palatinat
  - 2e du Tour du Limousin
  - 2e du Tour de Rhénanie-Palatinat
  - 3e du championnat du Danemark du contre-la-montre
- 1998
  -  Champion du Danemark du contre-la-montre par équipes
- 1999
  - Prologue du Dekra Open Stuttgart
  - Herald Sun Tour :
    - Classement général
    - 13e étape (contre-la-montre)
- 2000
  - 2e du championnat du Danemark du contre-la-montre
- 2001
  -  Champion du Danemark du contre-la-montre
  - Classement général du Tour de Hesse
  - 3e du championnat du Danemark sur route
  - 10e du championnat du monde du contre-la-montre
- 2002
  - 2e du championnat du Danemark sur route
  - 3e du championnat du Danemark du contre-la-montre
- 2003
  -  Champion du Danemark du contre-la-montre
- 2004
  -  Champion du Danemark sur route
- 2005
  -  Champion du Danemark du contre-la-montre
  - Ister - Granum GP
  - Grand Prix Herning
  - 2e du Tour de Grande-Bretagne
  - 5e de l'Eneco Tour
- 2006
  - 1reb étape de la Semaine internationale Coppi et Bartali (contre-la-montre par équipes)
  - 5e étape du Tour d'Italie (contre-la-montre par équipes)
  - Eindhoven Team Time Trial (avec CSC)
- 2007
  - Eindhoven Team Time Trial (avec CSC)
- 2008
  - 3e du championnat du Danemark du contre-la-montre

## Résultats sur les grands tours

### Tour de France
3 participations
- 2000 : abandon
- 2001 : 84e
- 2003 : 45e

### Tour d'Italie
4 participations
- 2005 : 73e
- 2006 : 96e, vainqueur de la 5e étape (contre-la-montre par équipes)
- 2007 : abandon (8e étape)
- 2008 : 62e

### Tour d'Espagne
3 participations
- 1998 : abandon
- 2007 : non-partant (14e étape)
- 2008 : 82e